# Tocharische Sprachen
Die tocharischen Sprachen sind ein ausgestorbener Sprachzweig der indogermanischen Sprachfamilie, der in Schriftzeugnissen zumeist aus der zweiten Hälfte des 1. Jahrtausends n. Chr. im Tarimbecken im heutigen Uigurischen Autonomen Gebiet Xinjiang überliefert ist.
Seit 1890 wurden mehr als 7600 Handschriftfragmente vorwiegend aus dem 5. bis 8. Jahrhundert entdeckt, die zum Großteil Übersetzungen und Bearbeitungen buddhistischer Sanskritwerke und wie die Originaltexte in der nordindischen Brāhmī-Schrift geschrieben sind. C14-Datierungen zeigen jedoch, dass noch im 12. Jahrhundert tocharische Texte abgeschrieben worden sind. Nicht verwechselt werden dürfen die tocharischen Sprachen mit der 2023 so bezeichneten eteotocharischen Sprache der Issyk-Kuschana-Schrift, die als eine bislang unbekannte mitteliranische Sprache erkannt wurde.

## Stellung in der indogermanischen Sprachfamilie

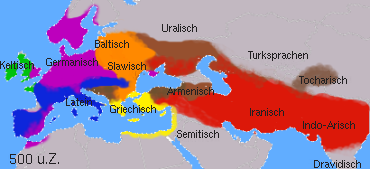
Veraltete Einteilung in Kentumsprachen (grün, blau, violett, gelb, braun) und Satemsprachen (rot, orange)

Die tocharischen Sprachen bilden einen Zweig der indogermanischen Sprachfamilie, deren genauere Zuordnung diskutiert wird.
Ältere Zuordnungen zu einem "Kentum"-Zweig sind überholt, da diese Entwicklungen als einzelsprachlich gelten.
In der traditionellen Indogermanistik konnte sich bisher keine Hypothese über nähere Verwandte des Tocharischen durchsetzen. Versuche, die Verwandtschaft der indogermanischen Sprachen mit lexikostatistischen und glottochronologischen Methoden festzustellen, zeigen teilweise eine frühe Abspaltung des Tocharischen, dabei stets nach bzw. mit dem Anatolischen.
Ein Berechnungsbeispiel lieferten Ringe/Warnow/Taylor (2002), welches aber später mehrfach abgewandelt wurde, v. a. hinsichtlich der Position des Germanischen und des Albanischen, dessen fehlerhafte Stellung auf erheblichen Datenfehlern beruhte.
|  | Hethitisch                                          |
|  |                                                     |
|  | \| \| Luwisch \| \| \| \| \| \| Lykisch \| \| \| \| |
|  |                                                     |
|  | Luwisch                                             |
|  |                                                     |
|  | Lykisch                                             |
|  |                                                     |

|  | Luwisch |
|  |         |
|  | Lykisch |
|  |         |

| Tocharisch | \| \| Tocharisch A \| \| \| \| \| \| Tocharisch B \| \| \| \| |
|            | \| \| Tocharisch A \| \| \| \| \| \| Tocharisch B \| \| \| \| |
|            | [restliche idg. Sprachen]                                     |
|            |                                                               |
|            | Tocharisch A                                                  |
|            |                                                               |
|            | Tocharisch B                                                  |
|            |                                                               |

|  | Tocharisch A |
|  |              |
|  | Tocharisch B |
|  |              |

|  | Hethitisch                                          |
|  |                                                     |
|  | \| \| Luwisch \| \| \| \| \| \| Lykisch \| \| \| \| |
|  |                                                     |
|  | Luwisch                                             |
|  |                                                     |
|  | Lykisch                                             |
|  |                                                     |

|  | Luwisch |
|  |         |
|  | Lykisch |
|  |         |

| Tocharisch | \| \| Tocharisch A \| \| \| \| \| \| Tocharisch B \| \| \| \| |
|            | \| \| Tocharisch A \| \| \| \| \| \| Tocharisch B \| \| \| \| |
|            | [restliche idg. Sprachen]                                     |
|            |                                                               |
|            | Tocharisch A                                                  |
|            |                                                               |
|            | Tocharisch B                                                  |
|            |                                                               |

|  | Tocharisch A |
|  |              |
|  | Tocharisch B |
|  |              |

Die Sprachwissenschaft stützt sich bei Verwandtschaftsaussagen insbesondere auf angenommene gemeinsame Neuerungen gegenüber den übrigen Sprachen und vor allem der Vorgängersprache (hier Urindogermanisch). Eine solche Neuerung könnte die Rekonstruktion einer nur diesen beiden Sprachen gemeinsamen Parallelbildung für ‚Rad‘ zu idg. *h₂u̯erg(ʰ)- ‚sich umdrehen, sich wenden‘ > toch. A wärkänt, toch. B yerkwanto, heth. hurki darstellen.
Wortbeispiele:
| Deutsch | Tocharisch A | Tocharisch B | Griechisch | Hethitisch               |
| ------- | ------------ | ------------ | ---------- | ------------------------ |
| Feuer   | pur          | pūwar        | pỹr        | paḫḫur                   |
| Vater   | pācar        | pācer        | patēr      | attaš                    |
| Mutter  | mācar        | mācer        | mátēr      | annaš                    |
| Bruder  | pracar       | procer       | phrātēr    | lydisch brafrsis         |
| Tochter | ckācar       | tkācer       | thygatēr   | duttariyatiyaš (Gen.Sg.) |
| Hund    | ku           | ku           | kýōn       | kuwaš                    |
| Erde    | tkaṃ         | keṃ          | chthōn     | tekan                    |

## Bezeichnungen und ethnische Zuordnung

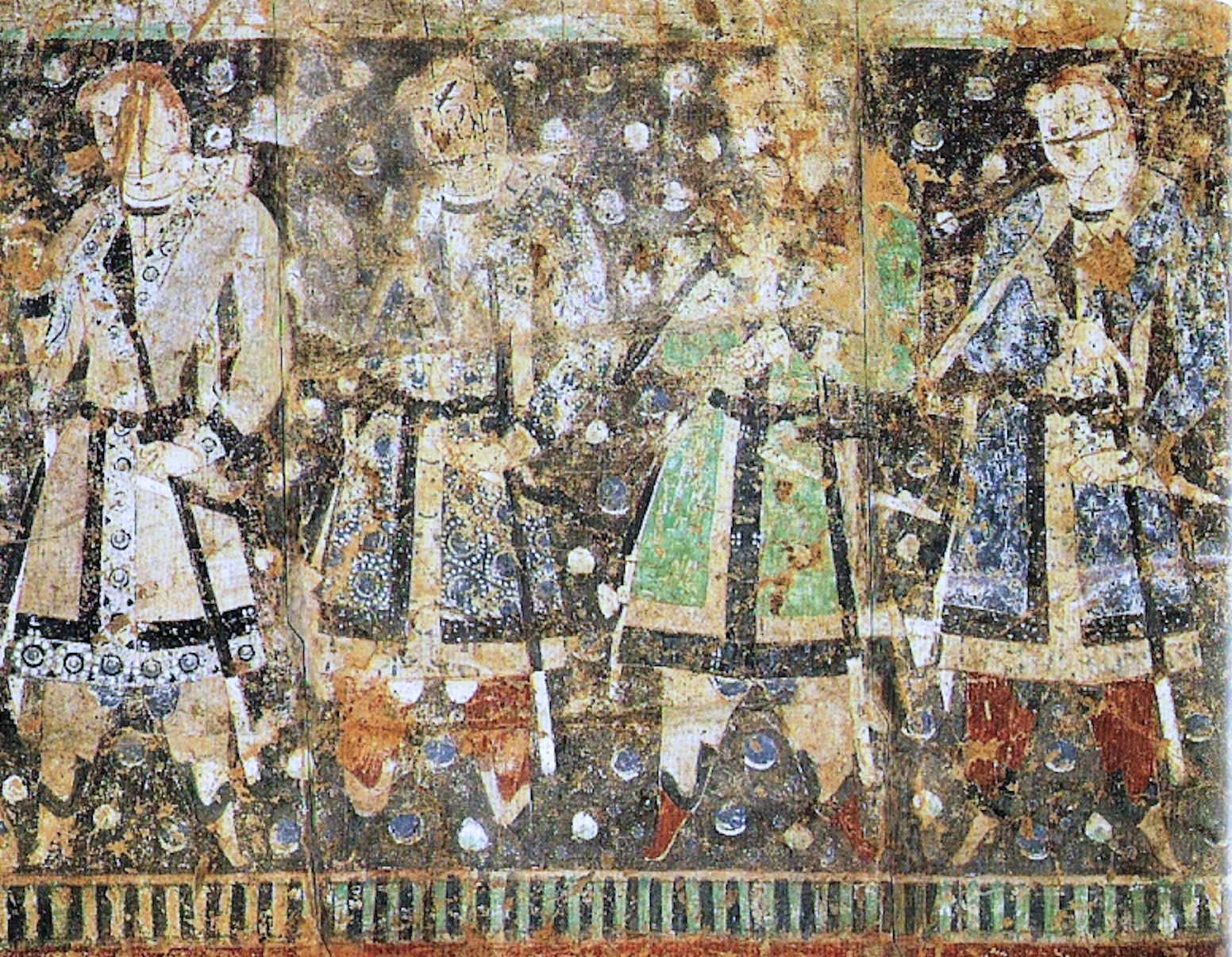
„Tocharische Stifter“, Fresko des 6. Jh. aus den Tausend-Buddha-Höhlen von Kizil bei Kuqa.

Die Bezeichnung „Tocharisch“ wurde von Emil Sieg und Wilhelm Siegling im Anschluss an F. W. K. Müller vorgeschlagen. Sie bezieht sich auf ein Volk, welches in griechisch-lateinischen Quellen als Tócharoi (Τόχαροι) bzw. Tochari (d. h. Tocharer) erwähnt wird. Es siedelte ab dem 2. Jahrhundert v. Chr. am Oberlauf des Flusses Oxus (Amudarja). Dieses Volk wird üblicherweise mit den Yuezhi der chinesischen Quellen identifiziert, das zuvor aus seinem vorherigen Siedlungsgebiet in Gansu unmittelbar östlich von Xinjiang vertrieben worden war. Spätere Schriftquellen ihrer mutmaßlichen Nachfahren, der Kuschan, sind im iranischen Baktrischen verfasst; über ihre ursprüngliche Sprache ist nichts bekannt.
Diese ethnische Zuordnung ist jedoch spekulativ. Sie basiert auf einer Angabe in einem in alttürkisch (uigurisch) verfassten buddhistischen Text (Maitrisimit), wonach dieser aus dem Indoiranischen (vgl. sanskritisch tukhāra, hotansakisch ttahvāra, altpersisch tuxāri-) in die Sprache twγry und aus dieser in die (alt-)türkische Sprache (türk tïlï) übersetzt worden sein soll; da der gleiche Text ansonsten nur in Tocharisch A vorliegt, lag die Annahme nahe, dass twγry eben jenes Tocharisch A bezeichnet. Der Schluss, twγry sei die Sprache der Τόχαροι bzw. Tochari gewesen, basiert jedoch allein auf der phonetischen Ähnlichkeit beider Namen. Als Eigenname der Tocharisch-A-Sprecher wurde die Bezeichnung ārśi (Arschi) identifiziert.
Dieser Identifizierung ist W. B. Henning entgegengetreten, der darlegte, dass mit twγry in uigurischen Texten das Land von Bišbaliq-Qarašahr bezeichnet wurde und von tocharisch zu trennen sei. Zudem las er den Heimatort des ersten Übersetzers nicht als Nagaradeśa (in der Gegend von Kabul/Afghanistan), sondern als Agnideśa (Qarašahr, also das Verbreitungsgebiet von Tocharisch A).
In einer zweisprachigen Quelle in Tocharisch B und Sanskrit (SI P/65b1) entspricht das Sanskrit-Wort tokharika offenbar dem Tocharisch-B-Wort kucaññe. Letzteres brachte man sowohl mit den Kuschan in Verbindung, wie auch mit der Oase Kuqa, der Heimat von Tocharisch B. Bei beiden Wörtern ist jedoch die Deutung problematisch, denn einerseits scheint tokharika nicht vom Volksnamen Tukhāra abgeleitet zu sein, andererseits lautet das belegte Adjektiv zu Kuqa in Tocharisch B eigentlich kuśiññe.
Angesichts der verwirrenden Benennungen wurde vor allem in der englischsprachigen Literatur vorgeschlagen, die Bezeichnungen Tocharisch A und B durch Turfanisch (Turfanian), was von der Oase Turfan abgeleitet wurde, bzw. Kutschisch (Kuchean), dessen Begriff nach Kuqa gebildet wurde, zu ersetzen. Da die Zuordnung der beiden Varianten zu diesen zwei verschiedenen Regionen jedoch ebenfalls spekulativ ist, hat sich dieser Vorschlag bisher nicht durchgesetzt und die Begriffsverwirrung eher noch vergrößert.
Zur Differenzierung wurden auch die Yuezhi und die Tócharoi (Τόχαροι) bzw. Tochari daher auch als „echte Tocharer“ und die Sprecher der tocharischen Sprachen als „falsche Tocharer“ bezeichnet.

## Varietäten
1908 gelang es den deutschen Sprachwissenschaftlern Emil Sieg und Wilhelm Siegling erstmals, die Manuskripttexte zu lesen und ihre Sprache als indogermanisch zu identifizieren. Sie schlugen den Namen „Tocharisch“ vor und differenzierten die beiden Sprachvarietäten Tocharisch A / Ost-Tocharisch und Tocharisch B / West-Tocharisch. Nur in Tocharisch B liegen neben religiösen Texten auch Gebrauchstexte vor; dabei handelt es sich um Aufzeichnungen von Klöstern, Handelsdokumente und medizinische Texte. Dies führte zu der Theorie, Tocharisch A sei zum Zeitpunkt der Entstehung der Quellen eine „tote“, rein liturgische Sprache gewesen, Tocharisch B jedoch die lebende Alltagssprache.
Nach einer anderen Theorie bilden die beiden Varietäten räumlich getrennte Dialekte, wobei Ost-Tocharisch (A) in der Oase Turfan gesprochen worden sei, West-Tocharisch (B) dagegen vorwiegend in der Region um Kuqa. (Zum Zusammenhang von Tocharisch und Kuschan siehe unten). Bis heute ist umstritten, ob Ost- und West-Tocharisch als zwei Dialekte derselben Sprache oder als zwei getrennte Sprachen zu bezeichnen sind.
Die Existenz einer dritten Varietät des Tocharischen, Tocharisch C genannt, wird als Quelle von Lehnwörtern in Prakrit-Texten aus der Region um Loulan (Krorän) vermutet; es ist aber nicht sicher, ob diese wirklich von den belegten Varietäten verschieden war.

## Texte
Die meisten bekannten tocharischen Texte befinden sich heute in Sammlungen in Berlin, London, Paris und St. Petersburg, deutlich weniger in Japan und China. Sie sind unter einer verwirrenden Vielfalt an Nummerierungssystemen (Siglen) bekannt, die von Fundnummern über Inventarnummern bis hin zu Nummerierungen in verschiedenen Publikationen reichen. Derselbe Text kann daher unter unterschiedlichen Nummern bekannt sein (z. B. „T III Š 72.1“ = „A 1“ = „THT 634“).
Siglen tocharischer Texte (Auswahl):
| Sigle    | Bedeutung                                                         | Publikation/Institution                                                        | Ort                |
| -------- | ----------------------------------------------------------------- | ------------------------------------------------------------------------------ | ------------------ |
| THT      | Tocharische Handschriften der Berliner Turfansammlung             | Staatsbibliothek zu Berlin                                                     | Berlin             |
| A        | Tocharische Sprachreste A                                         | Sieg & Siegling 1921                                                           | Berlin             |
| B        | Tocharische Sprachreste B                                         | Sieg & Siegling 1949, 1953                                                     | Berlin             |
| IOL Toch | India Office Library, Tocharian                                   | British Library                                                                | London             |
| Or.      | Oriental Collections                                              |                                                                                | London             |
| PK       | Fonds Pelliot Koutchéen - AS: Ancienne série - NS: Nouvelle série | Bibliothèque nationale de France                                               | Paris              |
| SI       | Serindia - B: Sammlung Berezovsky - P: Sammlung Petrovsky         | Institut Orientalischer Manuskripte der Russischen Akademie der Wissenschaften | St. Petersburg     |
| Ot.      | Sammlung Otani                                                    |                                                                                | Tokio, Kyoto u. a. |
| YQ       | Yanqi Qianfodong                                                  | Ji et al. 1998                                                                 | Ürümqi             |

Die Gesamtzahl der bekannten tocharischen Texte kann nur geschätzt werden. Malzahn nennt mindestens 7600 Fragmente, wovon jedoch nur etwa 2000 eine bedeutende Menge von Text enthalten. Etwa 1150 der Fragmente tragen Text in Tocharisch A.
Der Inhalt der Texte umfasst zum weitaus überwiegenden Teil buddhistische Literatur (Klosterregeln, Lehrgedichte und Buddhalegenden); diese Texte sind oft Übersetzungen oder Adaptionen von Originalen in Sanskrit. Ein einziges Beispiel von manichäischer Literatur sind die Fragmente eines Mani-Hymnus in Tocharisch B, der in der Region von Turfan gefunden wurde und vielleicht in die Mitte des 10. Jahrhunderts zu datieren ist. Neben einigen wissenschaftlichen Texten zu Grammatik, Astronomie, Medizin (bzw. Magie) ist v. a. ein fragmentarisch erhaltenes Liebesgedicht bemerkenswert. Die erhaltenen profanen Texte (Klosterrechnungen, Briefe, Karawanenpässe) sowie gelegentliche Graffiti sind durchwegs in Tocharisch B geschrieben.

### Beispiele

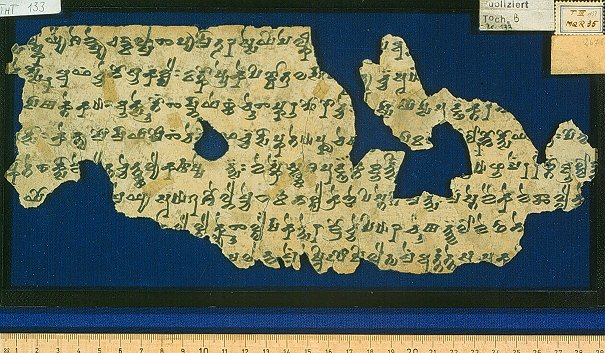
Tocharisches Manuskript (THT 133[24]) aus dem Bestand der Stiftung Preußischer Kulturbesitz in Berlin
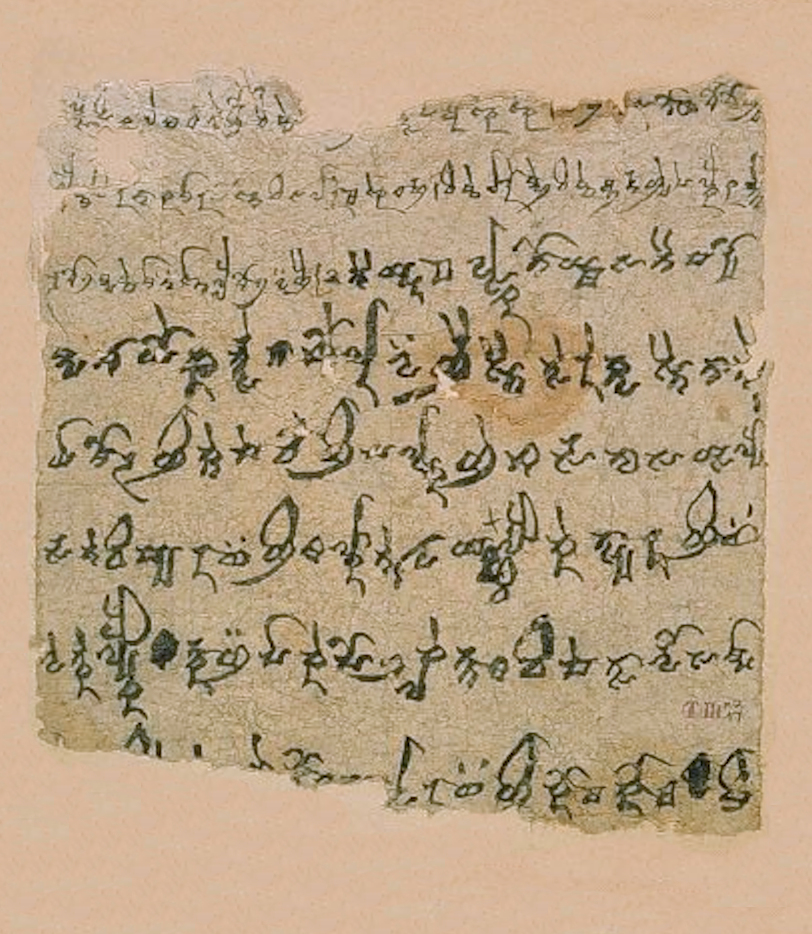
Entwurf eines Liebesgedichts (THT 496[25]), gefunden in den Tausend-Buddha-Höhlen von Kizil
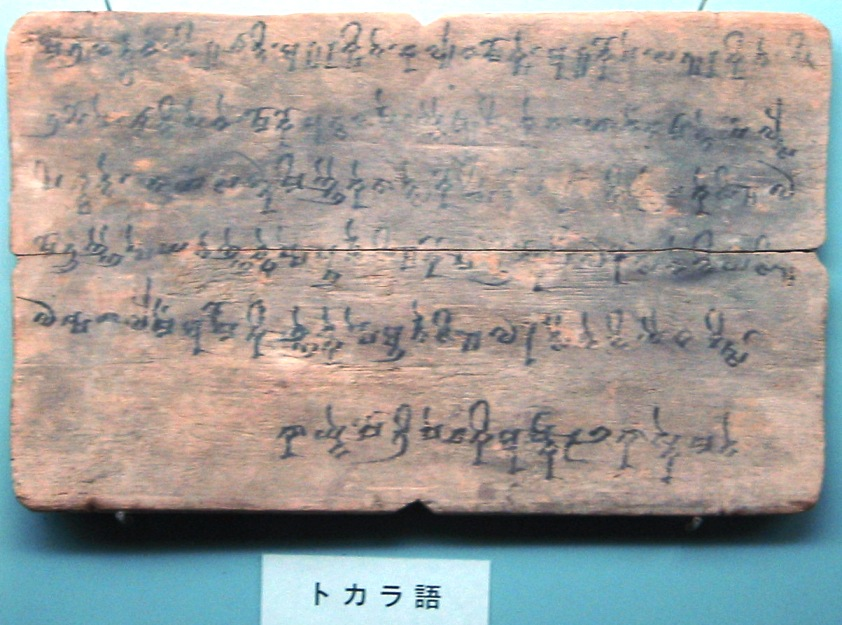
Holztäfelchen mit tocharischer Inschrift (Ot. 19.1) aus Kuqa, 5.–8. Jahrhundert, heute im Nationalmuseum Tokio

## Schrift
Die tocharische Schrift ist eine Abart der indischen Brāhmī-Schrift, die auch „Nordturkestanische Brāhmī“ genannt wird. Einige Zeichen wurden neu geschaffen (z. B. pa aus ba) und werden in der Forschung „Fremdzeichen“ genannt, da sie den indischen Schriften sonst fremd sind. Viele dieser Neuerungen kommen auch in anderen zentralasiatischen Varianten der Brāhmī vor. Nur na ist ausschließlich auf das Tocharische beschränkt. Fremdzeichen werden in der Transliteration durch Unterstreichung gekennzeichnet. Sie unterscheiden sich funktional von den Nicht-Fremdzeichen dadurch, dass ihr inhärenter Vokal nicht a, sondern ä ist.
Zeicheninventar der tocharischen Schrift (unverbundene Formen):
| a | ā  | ä | i  | ī | u | ū | ṛ |
| e | ai | o | au |   |   |   |   |

| ka | ka | kha | ga | gha |    | ṅa |    |
| ca |    | cha | ja | jha |    | ña |    |
| ṭa |    | ṭha | ḍa | ḍha |    | ṇa |    |
| ta | ta | tha | da | dha |    | na | na |
| pa | pa | pha | ba | bha |    | ma | ma |
| ya |    | ra  | ra | la  | la | va | wa |
| śa | śa | ṣa  | ṣa | sa  | sa |    |    |
| ha |    |     |    |     |    |    |    |

| ṃ | ḥ |

| 1   | 2   | 3  | 4  | 5  | 6  | 7  | 8  | 9  |
| 10  | 20  | 30 | 40 | 50 | 60 | 70 | 80 | 90 |
| 100 | 200 |    |    |    |    |    |    |    |

Hinzu kommen Satzzeichen (Punkte, Daṇḍa). Eine Besonderheit der tocharischen Schrift ist, dass Vokalzeichen (meist u, seltener ä, i oder o) wie Konsonantenzeichen verwendet werden konnten. Auf diese Weise wurden unsilbische Elemente geschrieben (z. B. Labialisierung in TB kuse oder der unsilbische Bestandteil des Diphthongs in TB tākoi). In Umschrift werden diese traditionell durch Tiefstellung und einen Ligaturbogen gekennzeichnet.

Geschrieben wurde üblicherweise mit Feder und Tinte auf Papier. Karawanenpässe und andere profane Texte wurden aber auch auf Holztäfelchen geschrieben. Graffiti an Höhlenwänden wurden entweder gemalt oder eingeritzt.

## Phonologie
Da die verwendete Schrift nur bedingt zur Wiedergabe des tocharischen Lautsystems geeignet ist, lässt sich dieses nicht immer in allen Details erschließen.
Konsonanten:
|                 | labial | dental  | alveolar | palatal | velar    |
| Verschlusslaute | p pyB  | t       |          |         | k kyB kw |
| Affrikaten      |        | ts tsyB | c        |         |          |
| Reibelaute      |        | s       | ṣ        | ś       |          |
| Nasale          | m myB  | n       |          | ñ       | ṅ        |
| Liquiden        |        | l ly    | r        |         |          |
| Halbvokale      | w      |         |          | y       |          |

B) nur Tocharisch B.
Die meisten der sogenannten sekundären Palatale sind nur auf Tocharisch B beschränkt. Gelegentliche Schreibvarianten (wie z. B. w oder mp statt p) weisen darauf hin, dass es zumindest in Teilen des Tocharischen auch stimmhafte Frikative gab, wofür jedoch keine eigenen Schriftzeichen vorhanden waren.
Vokale:
|            | vorne             | zentral           | hinten            |
| hoch       | i                 | ä                 | u                 |
| mittel     | e                 |                   | o                 |
| tief       |                   | a āA              |                   |
| Diphthonge | aiB auB (euB) oiB | aiB auB (euB) oiB | aiB auB (euB) oiB |

A) nur Tocharisch A; B) nur Tocharisch B.
Während Tocharisch A drei zentrale Vokale unterscheidet (geschrieben a, ā und ä), kommen in Tocharisch B nur zwei vor. Diese werden jedoch je nach Wortakzent unterschiedlich geschrieben: Unter Akzent erscheint a als ā und ä als a. Nur Tocharisch B weist Diphthonge auf. eu kommt in archaischen Texten an Stellen vor, wo später au geschrieben wird.

## Morphologie
Das Verb entspricht mit der Stammbildung und den Personalendungen deutlich der indogermanischen Struktur; das Substantiv weist Spuren von fünf ererbten Kasus – Nominativ, Genitiv, Akkusativ, Ablativ und Vokativ – auf. Eine Reihe weiterer Kasus ist vermutlich aus nachbarsprachlichen Einflüssen heraus hinzugekommen. Es gibt bei den Numeri neben Singular und Plural auch einen Dual und einen Paral, der zur Bezeichnung natürlicher Paare (wie etwa Augen in B eśane, A aśäṃ "beide Augen") dient; das Westtocharische besitzt außerdem noch einen Distributiv, der auch Plurativ genannt wird. Ein ungewöhnlicher und von allen übrigen Einzelsprachen der Sprachfamilie abweichender Wesenszug des Tocharischen ist die so genannte Gruppenflexion, d. h. bei einer Aufzählung mehrerer Substantive hintereinander steht in der Regel nur das letzte Glied in demjenigen Kasus, der von der grammatischen Struktur eines Satzes erfordert wird; die Aufzählungsglieder davor stehen im Kasus obliquus, der in etwa dem Akkusativ entspricht. Die Unterscheidung von drei Genera ist im Tocharischen erhalten, obwohl das Neutrum nur in den Pronomina weiterlebt. Die grundsprachlichen Neutra weisen maskuline Endungen im Singular und feminine Endungen im Plural auf. In Tocharisch A wird beim Pronomen ich zwischen maskulin und feminin unterschieden: näṣ "ich" ist maskulin, ñuk "ich" ist feminin.

## Wortschatz
Der Wortschatz weist Einflüsse des Iranischen und des Sanskrit (vor allem durch die Übernahme buddhistischer Begriffe) auf. Geringeren Einfluss hatte die chinesische Sprache (Gewichtsbezeichnungen und ein Monatsname).